# Ângela Leal
Ângela Maria Rodrigues Leal (Rio de Janeiro, 8 de dezembro de 1947) é uma atriz, diretora de teatro e empresária brasileira. Iniciou a carreira no teatro, atuando tanto nos palcos, quanto nos bastidores, porém foi na televisão e no cinema que se consolidou, interpretando os mais variados papéis.
Entre seus trabalhos televisos mais conhecidos, destacam-se Jane em Selva de Pedra (1972), Olga Bastos em Gabriela (1975), Suely em Água Viva (1980), Maria Bruaca em Pantanal (1990), Velha Biga em A História de Ana Raio e Zé Trovão (1991), Heloísa em Vidas Cruzadas (2001) e Xepa em Dona Xepa (2013).
Ângela é filha do produtor teatral Américo Leal e mãe da também atriz Leandra Leal, fruto de seu relacionamento com o empresário Júlio Braz e Silva. Além de atuar como atriz, ela também admnistra o Teatro Rival, comprado por seu pai no ano de 1966. Formada em direito pela UFRJ, Ângela também foi Secretária de Cultura do Estado do Rio de Janeiro.

## Biografia
Ângela Leal se formou em Direito pela Universidade Federal do Rio de Janeiro e apesar de sempre ter gostado de teatro, não pensava em se profissionalizar. Mais tarde, insatisfeita com a profissão, decidiu fazer um curso de teatro com Sérgio Britto, e ao término do curso foi indicada para participar da novela Irmãos Coragem, da Rede Globo, onde interpretou Iolanda.

## Filmografia

### Televisão
| Ano     | Título                             | Personagem                                | Nota                                | Emissora          |
| ------- | ---------------------------------- | ----------------------------------------- | ----------------------------------- | ----------------- |
| 1970    | Irmãos Coragem                     | Yolanda Queiroz                           |                                     | Rede Globo        |
| 1971    | O Homem que Deve Morrer            | Ângela                                    |                                     | Rede Globo        |
| 1972    | Selva de Pedra                     | Joana Magalhães (Jane)                    |                                     | Rede Globo        |
| 1973    | O Semideus                         | Carmem                                    |                                     | Rede Globo        |
| 1975    | Gabriela                           | Olga Bastos                               |                                     | Rede Globo        |
| 1976    | Vejo a Lua no Céu                  | Ruth                                      |                                     | Rede Globo        |
| 1976    | Escrava Isaura                     | Carmen Almeida                            |                                     | Rede Globo        |
| 1977    | Dona Xepa                          | Regina Silva                              |                                     | Rede Globo        |
| 1977    | O Astro                            | Laura Paranhos da Silva (Laurinha)        |                                     | Rede Globo        |
| 1979    | Malu Mulher                        | Maria                                     | Episódio: "Amiga"                   | Rede Globo        |
| 1980    | Água Viva                          | Suely Bandeira (Su)                       |                                     | Rede Globo        |
| 1980    | O Bem-Amado                        | Isabel Paraguaçu (Bebel)                  |                                     | Rede Globo        |
| 1982    | Quem Ama Não Mata                  | Yara                                      |                                     | Rede Globo        |
| 1985    | Tenda dos Milagres                 | Cesarina                                  |                                     | Rede Globo        |
| 1985    | Roque Santeiro                     | Odete                                     | Episódios: "12–15 de novembro"      | Rede Globo        |
| 1986    | Sítio do Picapau Amarelo           | Ester                                     | Episódio: "A Trilha das Araras"     | Rede Globo        |
| 1986    | Carne de Sol                       | Nádia                                     |                                     | Rede Bandeirantes |
| 1986    | Novo Amor                          | Isabel Gouvêia                            |                                     | Rede Manchete     |
| 1987    | A Rainha da Vida                   | Stefânia Valadares                        |                                     | Rede Manchete     |
| 1987    | Mandala                            | Mercedes Junqueira                        |                                     | Rede Globo        |
| 1990    | Pantanal                           | Maria Mourão (Maria Bruaca)               |                                     | Rede Manchete     |
| 1991    | A História de Ana Raio e Zé Trovão | Velha Biga / Garoupa                      |                                     | Rede Manchete     |
| 1993    | Guerra sem Fim                     | Vânia                                     |                                     | Rede Manchete     |
| 1993    | O Marajá                           | Cida                                      |                                     | Rede Manchete     |
| 1994    | Confissões de Adolescente          | Ivone Duprat                              | Episódio: "Maria Vai Com as Outras" | TV Cultura        |
| 1995    | Tocaia Grande                      | Zilda da Fonseca                          |                                     | Rede Manchete     |
| 1996    | Xica da Silva                      | Carlota de Almeida, Marquesa de Mogadouro |                                     | Rede Manchete     |
| 1997    | Mandacaru                          | Olívia Guedes                             |                                     | Rede Manchete     |
| 1999    | Chiquinha Gonzaga                  | Celeste                                   |                                     | Rede Globo        |
| 2000    | Vidas Cruzadas                     | Beatriz Oliveira de Barros                |                                     | Rede Record       |
| 2006    | A Diarista                         | Léa                                       | Episódio: "Aquele do Latino"        | Rede Globo        |
| 2006    | Páginas da Vida                    | Hilda Nascimento                          |                                     | Rede Globo        |
| 2007    | Sete Pecados                       | Edith                                     | Episódio: "8–11 de outubro"         | Rede Globo        |
| 2007    | Amor e Intrigas                    | Dilma Pereira                             | Episódio: "20 de novembro"          | Rede Record       |
| 2009    | Bela, a Feia                       | Olga Santos                               |                                     | Rede Record       |
| 2012    | Rei Davi                           | Edna                                      |                                     | Rede Record       |
| 2012    | Balacobaco                         | Heloísa Amaral                            |                                     | Rede Record       |
| 2013    | Dona Xepa                          | Carlota Losano Coelho (Xepa)              |                                     | Rede Record       |
| 2017–18 | Sob Pressão                        | Dona Noêmia                               | Temporadas 1–2                      | Rede Globo        |
| 2023    | A Vida pela Frente                 | Olga                                      |                                     | Globoplay         |

### Cinema
| Ano  | Título                        | Personagem     | Nota           |
| ---- | ----------------------------- | -------------- | -------------- |
| 1975 | O Casal                       |                |                |
| 1976 | Fogo Morto                    | Amélia         |                |
| 1979 | Muito Prazer                  |                |                |
| 1980 | Bububu no Bobobó              | Martha         |                |
| 1980 | Sinal Vermelho                | —              | Curta-metragem |
| 1983 | Perdoa-me por Me Traíres      | Enfermeira     |                |
| 1991 | Madre Paulina: Súdita de Deus | Anna Pianezzer | Documentário   |
| 2006 | Zuzu Angel                    | Elaine         |                |
| 2007 | Querô                         | Violeta        |                |
| 2012 | Febre do Rato                 | Dona Marieta   |                |
| 2013 | Bonitinha, mas Ordinária      | Dona Berta     |                |
| 2013 | Mato sem Cachorro             | Vera           |                |
| 2017 | Pitanga                       | Ela mesma      | Documentário   |

## Prêmios e indicações
| Ano  | Prêmio                             | Categoria                | Indicação                          | Resultado |
| ---- | ---------------------------------- | ------------------------ | ---------------------------------- | --------- |
| 1992 | Troféu APCA                        | Melhor Atriz Coadjuvante | A História de Ana Raio e Zé Trovão | Venceu    |
| 2013 | Grande Prêmio do Cinema Brasileiro | Melhor Atriz Coadjuvante | Febre do Rato                      | Venceu    |
| 2014 | Seoul International Drama Awards   | Melhor Atriz             | Dona Xepa                          | Indicada  |